# Niwelacja techniczna reperów
Niwelacja techniczna reperów – określenie wysokości zastabilizowanych punktów (poligonowych lub reperów) rozmieszczonych na obszarze objętym pomiarem. 
Niwelację wykonuje się jako osnowę dalszych pomiarów wysokościowych. Osnowa taka składa się z ciągów sytuacyjnych III i IV klasy, dowiązanych do istniejących reperów klasy I i II.